# Ja, vi elsker dette landet
Ja, vi elsker dette landet (Vâng, chúng ta yêu đất nước này) là bài hát được chọn làm Quốc ca của Na Uy.
Phần lời là của nhà thơ đoạt giải Nobel Bjørnstjerne Bjørnson, phần nhạc của nhạc sĩ Rikard Nordraak.
Lần đầu tiên bài hát này được thể hiện trong ngày 17 tháng 5 năm 1864 nhân dịp kỷ niệm 50 năm ngày Hiến pháp được thông qua.
Mặc dù phần lời của bài hát có 8 khổ thơ nhưng thông thường người ta chỉ hát khổ đầu tiên và hai khổ cuối.
Lời Quốc ca Na Uy đã được Nguyễn Viết Thắng dịch sang tiếng Việt.